# Гладкая (приток Шубрюга)
Гладкая — река в России, протекает в Мурашинском районе Кировской области. Устье реки находится в 35 км по левому берегу реки Шубрюг. Длина реки составляет 15 км.
Исток реки в урочище Новожилы в 22 км к юго-западу от посёлка Мураши. Река течёт на запад. Впадает в Шубрюг юго-западнее села Верхораменье (центр Верхораменского сельского поселения).

## Данные водного реестра
По данным государственного водного реестра России относится к Камскому бассейновому округу, водохозяйственный участок реки — Вятка от города Киров до города Котельнич, речной подбассейн реки — Вятка. Речной бассейн реки — Кама.
Код объекта в государственном водном реестре — 10010300312111100035737.